# Paracladopelma tokaraefea
Paracladopelma tokaraefea är en tvåvingeart som beskrevs av Sasa och Suzuki 1995. Paracladopelma tokaraefea ingår i släktet Paracladopelma och familjen fjädermyggor. Inga underarter finns listade i Catalogue of Life.